# Paolo Gennari
Paolo Gennari (Plasencia, 11 de septiembre de 1908-Plasencia, 29 de enero de 1968) fue un deportista italiano que compitió en remo.
Participó en los Juegos Olímpicos de Ámsterdam 1928, obteniendo una medalla de bronce en la prueba de cuatro sin timonel. Ganó dos medallas de oro en el Campeonato Europeo de Remo, en los años 1929 y 1930.

## Palmarés internacional
| Juegos Olímpicos   | Juegos Olímpicos         | Juegos Olímpicos  | Juegos Olímpicos   |
| Año                | Lugar                    | Medalla           | Prueba             |
| ------------------ | ------------------------ | ----------------- | ------------------ |
| 1928               | Ámsterdam (Países Bajos) | Medalla de bronce | Cuatro sin timonel |
| Campeonato Europeo |                          |                   |                    |
| Año                | Lugar                    | Medalla           | Prueba             |
| 1929               | Bydgoszcz (Polonia)      | Medalla de oro    | Cuatro sin timonel |
| 1930               | Lieja (Bélgica)          | Medalla de oro    | Cuatro sin timonel |